# Otto Fabius
Otto Fabius (1988) is een voormalig topkorfballer. Hij speelde 11 seizoenen in de Korfbal League, de hoogste korfbalcompetitie. Hij speelde in clubverband voor Dalto en AKC Blauw-Wit. Met beide clubs won hij een Nederlandse veldtitel. Daarnaast was Fabius een speler van het Engels korfbalteam.

## Spelerscarrière

### Dalto, Driebergen
Fabius begon met korfbal bij Dalto en doorliep hier de jeugdteams. Fabius nam als jeugdspeler in 2008 deel aan het Korfbal NK 1 tegen 1 en won in dit jaar de titel.
In 2009 werd Fabius, op 21-jarige leeftijd, toegevoegd het 1e team van Dalto, dat onder leiding stond van coach Herman van Gunst. 
In zijn eerste seizoen bij de hoofdmacht, seizoen 2009-2010 was Fabius de 5e heer. Hij maakte reservebeurten achter de startende heren Jos Roseboom, Bob de Jong, Jorrit Bergsma en Adriaan van Dijk.
In dit seizoen speelde Fabius mee in 4 wedstrijden. In de zaalcompetitie werd Dalto met 24 punten 2e in de competitie. In de play-offs versloeg Dalto het Delftse Fortuna in 2 wedstrijden en plaatste zich zo voor de zaalfinale. In deze finale verloor Dalto met 22-20 van Koog Zaandijk.
Na de verloren zaalfinale ging er veel veranderen bij Dalto. In het offseason werd duidelijk dat topspelers Jos Roseboom en Bob de Jong vertrokken. Zodoende kwamen er 2 basisplaatsen vrij onder de heren.
Fabius speelde zich, samen met Wouter van Brenk, in de basis en Dalto moest proberen het succes van de voorgaande jaren te continueren.
In het seizoen 2010-2011 werd Dalto in de zaal teleurstellend 8e en speelde zich vrij van degradatie. Ook in de veldcompetitie moest de ploeg uitkijken voor degradatie, maar dat werd ook hier nipt voorkomen.
Voor het nieuwe seizoen kreeg Dalto een nieuwe hoofdcoach. Herman van Gunst vertrok en Ron Steenbergen nam het van hem over. Ook in de selectie veranderde er wat, want ook topspeler  Adriaan van Dijk stopte bij de club. Hierdoor was enkel nog Jorrit Bergsma nog over van de "oude garde". Fabius werd in seizoen 2011-2012 achter Bergsma de 2e meest scorende heer, met 58 goals. Dalto wist in de zaal 5e te worden en miste op 2 punten na de play-offs. In de veldcompetitie werd Dalto zelfs 1e in de Ereklasse B, waardoor het zich plaatste voor de nacompetitie. In de kruisfinale versloeg Dalto met 21-16 DOS'46, waardoor het zich plaatste voor de veldfinale. In deze veldfinale won Dalto met 16-15 van Deetos. Hierdoor was Fabius Nederlands veldkampioen geworden. Een aantal maanden na de veldtitel speelde Dalto de Supercup - een wedstrijd tussen de Nederlandse en Belgische veldkampioen. Dalto versloeg het Belgische Sikopi met 25-13 en was hierdoor ook overtuigend Supercup-winnaar.
Na deze veldtitel stopte Jorrit Bergsma als speler en moest Dalto op zoek naar een andere topscoorder. De ploeg haalde Bart Nieuwenweg van Koog Zaandijk. Ook moesten Jesper Oele en Jelle Steenbeek zich meer gaan bemoeien met het scoren, waardoor Fabius een meer reboundende rol kreeg. In seizoen 2012-2013 bleef Dalto in de zaal en op het veld in de middenmoot steken.
Dit zou het laatste seizoen van Fabius bij Dalto zijn.

### Blauw-Wit, Amsterdam
In 2013 stapte Fabius over van Dalto naar het Amsterdamse AKC Blauw-Wit. Hij viel met zijn neus in de boter, want in 2012-2013 was Blauw-Wit de Nederlands veldkampioen geworden. Zodoende mocht Fabius in augustus 2013 meedoen met de Supercup. In de wedstrijd won Blauw-Wit van Boeckenberg met 21-18, waardoor Fabius meteen een prijs pakte met zijn nieuwe team.
Bij Blauw-Wit, onder leiding van coach Rini van der Laan kreeg Fabius een basisplaats en speelde hij samen met spelers zoals Gerald van Dijk en Marc Broere. In zijn eerste seizoen, 2013-2014 in Amsterdam werd de ploeg in de zaal 6e en op het veld 3e.
In het seizoen erna, 2014-2015 werd coach Van der Laan geassisteerd door Barry Schep, de voormalig topspeler van Fortuna. 
In dit seizoen werd Gerald van Dijk topscoorder van de Korfbal League en de ploeg was sterker geworden. In de zaal werd Blauw-Wit gedeeld 2e, wat een enorme verbetering was ten opzichte van het jaar ervoor. Hierdoor speelde Blauw-Wit play-offs.
In deze best-of-3 play-off serie kwam Blauw-Wit uit tegen het regerend zaalkampioen TOP. In de eerste wedstrijd won TOP met 30-22, dus Blauw-Wit moest in de achtervolging. De tweede wedstrijd werd gewonnen door Blauw-Wit met 30-27, waardoor het een derde , beslissende wedstrijd afdwong. In deze laatste play-off wedstrijd won TOP overtuigend met 27-18, waardoor Blauw-Wit de zaalfinale misliep.
Iets later, in de veldcompetitie trof Blauw-Wit wederom TOP in de nacompetitie. In de kruisfinale verloor Blauw-Wit kansloos met 20-11, waardoor het seizoen ook eindigde in de play-off ronde.
In het seizoen erna, 2015-2016 speelde Gerald van Dijk niet meer bij Blauw-Wit, maar kreeg het vervanging van Momo Stavenuiter. 
Ook dit werd een sterk jaar voor Blauw-Wit, want in de zaal behaalde de ploeg wederom de play-offs. Net als het jaar ervoor kwam Blauw-Wit TOP tegen in de play-offs. 
De eerste play-off wedstrijd werd door Blauw-Wit gewonnen met 27-26, waardoor de ploeg ging geloven in een plek in de finale. Echter won TOP wedstrijd 2 en 3, waardoor Blauw-Wit weer net mis greep. In de veldcompetitie van dit seizoen stond Blauw-Wit ook in de play-offs, maar hierin was PKC te sterk.
In seizoen 2016-2017 vertrok coach Van der Laan en was Barry Schep de hoofdcoach, de nieuwe assistent werd Jennifer Tromp. Qua spelers kreeg Blauw-Wit versterking van Marloes Frieswijk.
In dit seizoen haalde Blauw-Wit in de zaal nipt de play-offs. Blauw-Wit, als 4e, moest het in de play-offs opnemen tegen de nummer 1 van de competitie ; PKC. Blauw-Wit stuntte in de play-offs door de best-of-3 serie te winnen en zich als underdog te plaatsen voor de zaalfinale. In de zaalfinale was de tegenstander TOP iets te sterk, Blauw-Wit verloor namelijk met 22-18. 
Iets later, in de veldcompetitie, kon Blauw-Wit sportieve wraak halen op TOP. De ploegen stonden tegenover elkaar in de kruisfinale en dit maal won Blauw-Wit, waardoor het zich plaatste voor de veldfinale.
In de finale was het Friese LDODK de tegenstander en Blauw-Wit won de wedstrijd overtuigend met 22-12. Het was de tweede Nederlandse veldtitel van Fabius.
Na deze veldtitel nam Fabius afscheid van topkorfbal.

### Return op het hoogste niveau
In 2018, na 1 jaar afwezigheid, keerde Fabius terug in de hoofdmach van Blauw-Wit. In seizoen 2018-2019 speelde Fabius niet alle wedstrijden, maar kwam in 14 wedstrijden in actie. Blauw-Wit bleef in de zaal steken op plek 6 en op het veld op plek 4.
Seizoen 2019-2020 werd het laatste seizoen van Fabius op het hoogste niveau. Fabius speelde echter nog minder dan het jaar ervoor en kwam in 4 wedstrijden in actie. Blauw-Wit kon in de zaal geen potten breken en bleef op plek 8 steken. Vanwege COVID-19 werd de competitie niet volledig uitgespeeld, maar dat maakte voor Blauw-Wit niet veel uit. De ploeg had zich gehandhaafd en had geen kans op play-offs.
Ook de veldcompetitie werd niet uitgespeeld, waardoor Fabius zijn laatste seizoen uitging als een nachtkaars.

## Erelijst
- Nederlands kampioen veldkorfbal 2x (2012, 2017)
- Supercup kampioen veldkorfbal, 2x (2012, 2013)

## Engels Nationaal Team
In 2005 werd Fabius, op 17-jarige leeftijd, benaderd door het Engels korfbalteam. Aangezien zijn moeder Engels is kon hij zich aansluiten bij deze nationale selectie.
Zo speelde Fabius op de volgende internationale toernooien:
- WK 2007
- World Games 2009
- EK 2014
- WK 2015
- EK 2016